# Henry Thomas (musicien)
 (septembre 2024).
La mise en forme du texte ne suit pas les recommandations de Wikipédia : il faut le « wikifier ».
Les points d'amélioration suivants sont les cas les plus fréquents :
- Les titres sont pré-formatés par le logiciel. Ils ne sont ni en capitales, ni en gras.
- Le texte ne doit pas être écrit en capitales (les noms de famille non plus), ni en gras, ni en italique, ni en « petit »…
- Le gras n'est utilisé que pour surligner le titre de l'article dans l'introduction, une seule fois.
- L'italique est rarement utilisé : mots en langue étrangère, titres d'œuvres, noms de bateaux, etc.
- Les citations ne sont pas en italique mais en corps de texte normal. Elles sont entourées par des guillemets français : « et ».
- Les listes à puces sont à éviter, des paragraphes rédigés étant largement préférés. Les tableaux sont à réserver à la présentation de données structurées (résultats, etc.).
- Les appels de note de bas de page (petits chiffres en exposant, introduits par l'outil «  Source ») sont à placer entre la fin de phrase et le point final[comme ça].
- Les liens internes (vers d'autres articles de Wikipédia) sont à choisir avec parcimonie. Créez des liens vers des articles approfondissant le sujet. Les termes génériques sans rapport avec le sujet sont à éviter, ainsi que les répétitions de liens vers un même terme.
- Les liens externes sont à placer uniquement dans une section « Liens externes », à la fin de l'article. Ces liens sont à choisir avec parcimonie suivant les règles définies. Si un lien sert de source à l'article, son insertion dans le texte est à faire par les notes de bas de page.
- La présentation des références doit suivre les conventions bibliographiques. Il est recommandé d'utiliser les modèles {{Ouvrage}}, {{Chapitre}}, {{Article}}, {{Lien web}} et/ou {{Bibliographie}}. Le mode d'édition visuel peut mettre en forme automatiquement les références.
- Insérer une infobox (cadre d'informations à droite) n'est pas obligatoire pour parachever la mise en page.

Pour une aide détaillée, merci de consulter Aide:Wikification.
Si vous pensez que ces points ont été résolus, vous pouvez retirer ce bandeau et améliorer la mise en forme d'un autre article.
Pour les articles homonymes, voir Henry Thomas (homonymie) et Thomas.
Henry Thomas (1874-1930) est un chanteur, compositeur et musicien de blues américain dont l'impact se fait sentir bien au-delà de sa brève carrière d'enregistrement à la fin des années 1920. Bien que ses enregistrements soient peu nombreux, il a profondément influencé des artistes tels que Bob Dylan, Taj Mahal, les Lovin' Spoonful, les Grateful Dead et Canned Heat,. Souvent qualifié de « Ragtime Texas », le style de Thomas représente un exemple précoce de la guitare blues du Texas qui marquera la scène musicale ultérieure.

## Biographie
Thomas est né en 1874 à Big Sandy, au Texas, au sein d'une famille d'esclaves affranchis. À l'adolescence, il quitte son foyer et commence à voyager en tant qu'hobo sur les lignes de chemin de fer du Texas. Il finit par se faire un nom en tant que chanteur itinérant, divertissant à la fois les habitants et les employés des chemins de fer.
Entre 1927 et 1929, il enregistre 24 titres pour Vocalion Records, dont 23 sont publiés,.Son répertoire comprend des reels, des chants gospel, des chansons de ménestrel, des morceaux de ragtime ainsi que du blues. Outre la guitare, Thomas jouait également d’un instrument folklorique appelé plume, fabriqué à partir de roseaux de canne et dont le son rappelle celui de la zampona jouée en Amérique du Sud, notamment au Pérou et en Bolivie. Son jeu de guitare s'inspirait probablement des techniques de jeu au banjo.
Peu d’informations existent sur la suite de sa vie après ses derniers enregistrements en 1929. Bien que le spécialiste du blues Mack McCormick ait affirmé avoir aperçu en 1949 un homme à Houston correspondant à la description de Thomas, la plupart des biographes estiment que Thomas est décédé en 1930, à l'âge de 55 ou 56 ans,.

## Héritage
L'héritage de Thomas perdure à travers ses chansons, qui ont été redécouvertes et reprises par des musiciens lors du renouveau de la musique folk au début des années 1960. L'une des premières reprises notables est « Honey, Won't You Allow Me One More Chance », interprétée par Bob Dylan sur son album The Freewheelin' Bob Dylan en 1963, sous le titre « Honey, Just Allow Me One More Chance ». Il est possible que Dylan ait découvert Thomas grâce à la compilation Anthology of American Folk Music de Harry Smith, parue en 1952, où figurent deux morceaux de Thomas : « Old Country Stomp » et « Fishing Blues ». Dylan aurait également pu être influencé par l'album Henry Thomas Sings the Texas Blues sorti en 1962,. Bien qu'il ait modifié la mélodie et réécrit presque entièrement les paroles, Dylan a crédité Thomas comme co-auteur sur son album Freewheelin'.
La chanson de Thomas « Fishing Blues » a été reprise par le groupe folk-rock The Lovin' Spoonful en 1965, sur leur premier album à succès Do You Believe in Magic. Deux ans plus tard, elle a été enregistrée par Jim Kweskin et les membres de son groupe. Elle faisait également partie des morceaux incontournables des premiers concerts du bluesman Taj Mahal et figure sur l'un de ses premiers albums, De Old Folks at Home. Depuis, cette chanson est apparue dans plusieurs de ses albums de compilation,. En 1968, John Martyn a inclus une version de « Fishing Blues » dans son album The Tumbler. Le Nitty Gritty Dirt Band l'a également reprise dans leur album Will the Circle Be Unbroken, Volume III en 2002.
Le morceau "Bull-Doze Blues", enregistré par Henry Thomas pour Vocalion, a été revisité par le pianiste Johnny Miller en 1927. Miller a réécrit les paroles et les a données à Wingy Manone, qui a enregistré deux versions sous le titre "Up the Country" : la première en décembre 1927 pour Columbia, et la seconde en septembre 1930 pour Champion Records,. Mis à part dans les cercles jazz, ce titre est resté relativement méconnu dans le monde du blues jusqu'à ce que le groupe de blues-rock Canned Heat enregistre "Going Up the Country". Bien que réarrangée, la version de Canned Heat conserve la même structure musicale, avec une interprétation fidèle des solos de plume de Thomas par Jim Horn. Les paroles s'inspirent aussi de "Statesboro Blues" (1928) de Blind Willie McTell. Alan "Blind Owl" Wilson, membre de Canned Heat, a entièrement réécrit les paroles et a été crédité lors de la sortie du morceau en 1968 sur le troisième album du groupe, Living the Blues. En 1969, Canned Heat a interprété cette chanson lors du festival de Woodstock, et leur performance a été présentée dans le film Woodstock ainsi que sur l'album de la bande originale, où "Going Up the Country" est le deuxième titre.
La chanson "Don't Ease Me In" a été reprise par les Grateful Dead sur leur tout premier single en 1966, puis sur leur album Go to Heaven. L'enregistrement original de "Don't Ease Me In" par Henry Thomas figure également dans la compilation The Music Never Stopped: Roots of the Grateful Dead. La même année, The Lovin' Spoonful ont inclus une chanson originale intitulée « Henry Thomas » sur leur album Hums of the Lovin' Spoonful.
En 1987, le groupe Brendan Croker and The 5 O'Clock Shadows a rendu hommage à Henry Thomas avec la chanson « Henry Thomas (Deceased) » dans leur album Boat Trips in the Bay. Quelques années plus tard, en 1993, le groupe Deacon Blue a également honoré sa mémoire avec le titre « Last Night I Dreamed of Henry Thomas », présent sur leur album Whether You Say, Say Nothing. En 2018, Charley Crockett dédie son album Lonesome as a Shadow à Thomas. Plus récemment, en 2023, la chanson « Bull Doze Blues » a été utilisée dans le film Killers of the Flower Moon de Martin Scorsese apparaissant dans une scène d'ouverture où les Osages sont photographiés.

## Discographie
Thomas a enregistré 24 titres pour Vocalion Records, dont 23 ont été publiés. La liste ci-dessous est organisée par date de sortie, avec les dates d'enregistrement indiquées après chaque titre de chanson.
- 1927 – "John Henry" / "Cottonfield Blues", 30 juin 1927 à Chicago, Vocalion 1094
- 1927 – "The Fox and the Hounds" / "Red River Blues", 5 octobre 1927 à Chicago, Vocalion 1137
- 1927 – "The Little Red Caboose" / "Bob McKinney", 5 octobre 1927 à Chicago, Vocalion 1138
- 1927 – "Shanty Blues" / "Woodhouse Blues", 7 octobre 1927 à Chicago, Vocalion 1139
- 1927 – "Jonah in the Wilderness" / "When the Train Comes Along", 7 octobre 1927 à Chicago, Vocalion 1140
- 1927 – "Honey, Won't You Allow Me One More Chance" / "Run, Mollie, Run", 7 octobre 1927 à Chicago, Vocalion 1141
- 1928 – "Don't Ease Me In" / "Texas Easy Street Blues", 13 juin 1928 à Chicago, Vocalion 1197
- 1928 – "Bull-Doze Blues" / "Old Country Stomp", 13 juin 1928 à Chicago, Vocalion 1230
- 1928 – "Texas Worried Blues" / "Fishing Blues", 13 juin 1928 à Chicago, Vocalion 1249
- 1928 – "Arkansas", 1er juillet 1927 à Chicago, b/w Georgia Tom et Tampa Red, "Lonesome Man Blues", Vocalion 1286
- 1929 – "Railroadin' Some" / "Don't Leave Me Here", 7 octobre 1929 à Chicago, Vocalion 1443
- 1929 – "Charmin' Betsy" / "Lovin' Babe", 7 octobre 1929 à Chicago, Vocalion 1468